# Alegoría de la fragilidad humana
Alegoría de la fragilidad humana o también Fragilidad humana es una pintura de Salvator Rosa, que data probablemente de 1655-1656, y que se encuentra en el Museo Fitzwilliam de Cambridge.

## Historia
La concepción y realización de la obra se inscribe en el cuadro más amplio de la epidemia de peste de 1656, que asoló el Virreinato de Nápoles procedente de Cerdeña, adonde había llegado en 1652 desde España.
La epidemia se llevó rápidamente a varios familiares de Salvator Rosa, entre ellos su hijo Rosalvo, uno de sus hermanos y una de sus hermanas, junto con la mayor parte de su familia. En una carta al filósofo y amigo Giovan Battista Ricciardi, Salvator Rosa expresa cómo estos lutos en rápida sucesión le afectaron y se convirtieron en el impulso que impulsó la creación de esta obra.

## Análisis de la obra.
La obra es rica en detalles, muchos de ellos ocultos o difíciles de detectar a primera vista.
Sentada e iluminada en el lado derecho de la composición hay una mujer de aspecto cansado con una corona de rosas rodeándole la cabeza, que muchos críticos creen que es Lucrecia, la amante de Rosa (las rosas son una alusión al apellido del artista) y madre del pequeño Rosalvo, que murió de la epidemia y, por tanto, está atrapado en el cuadro por la alegoría de la muerte, que le agarra por la muñeca. Las propias iniciales de Salvator Rosa aparecen en una de las hojas de los cuchillos arrojados al suelo, símbolo también de la muerte súbita.
Hay varias frases en latín: en el fondo oscuro de la obra, el gran esqueleto alado de la muerte emerge y, a través de la mano del niño, escribe en el pergamino: Conceptio Culpa, Nasci Pena, Labor Vita, Necesse Mori. En la parte inferior izquierda, sin embargo, un segundo niño sopla una serie de burbujas, en una de las cuales aparece una pequeña inscripción, Homo est bulla, «el hombre es una burbuja», que indicaría la fugacidad de la existencia humana.
Todavía a la izquierda, pero más arriba, se distingue en la penumbra un obelisco de piedra con cinco emblemas tallados, una referencia literaria a la Hieroglyphica del filósofo Piero Valeriano, obra muy popular y conocida en el siglo XVII.